# George Beverly Shea
George Beverly Shea (* 1. Februar 1909 in Winchester, Ontario; † 16. April 2013) war ein kanadischer Gospel-Sänger, Komponist und Grammy-Preisträger.

## Leben
Shea wurde als Sohn eines methodistischen Pastors in Kanada geboren. Bereits als Kind war er im Kirchenchor seines Vaters aktiv, später während seiner Ausbildung am Houghton College im Glee-Club seiner Schule. Im Jahr 1943 wurde er als Sänger des evangelikalen US-amerikanischen Erweckungspredigers Billy Graham in dessen Radiosendung nach Chicago eingeladen. Fortan war Shea ein fester Bestandteil der Evangelisationsveranstaltungen der Billy Graham Evangelistic Association und gehörte seit dem zum engsten Mitarbeiterstab von Billy Graham. Shea zählte unter anderen zu der Gruppe von Mitarbeitern im Umfeld von Billy Graham, die sich einen freiwilligen Verhaltenskodex als Grundlage ihrer Missionstätigkeit auferlegten, das sogenannte Modesto Manifesto. Als Sänger gab er weltweit Konzerte, wurde 1978 in die Gospel Hall of Fame aufgenommen und gewann einen Grammy Award.